# فيات إم 41/14
فيات إم 41/14 دبابة تتسع لأربعة أشخاص التي خدمت من عام 1941 في الجيش الإيطالي الملكي. الاسم الرئيسي للدبابة هي كارو ارماتو M 14/41. وقد استخدمت لأول مرة في حملة شمال أفريقيا ,سرعان ما أصبحت مشهورة. وهي النسخة المطورة من فيات إم13\40.